# Аква деле Доне (Потенца)
Аква деле Доне (итал. Acqua delle Donne) је насеље у Италији у округу Потенца, региону Базиликата.
Према процени из 2011. у насељу је живело 112 становника. Насеље се налази на надморској висини од 710 м.